# 光明週間

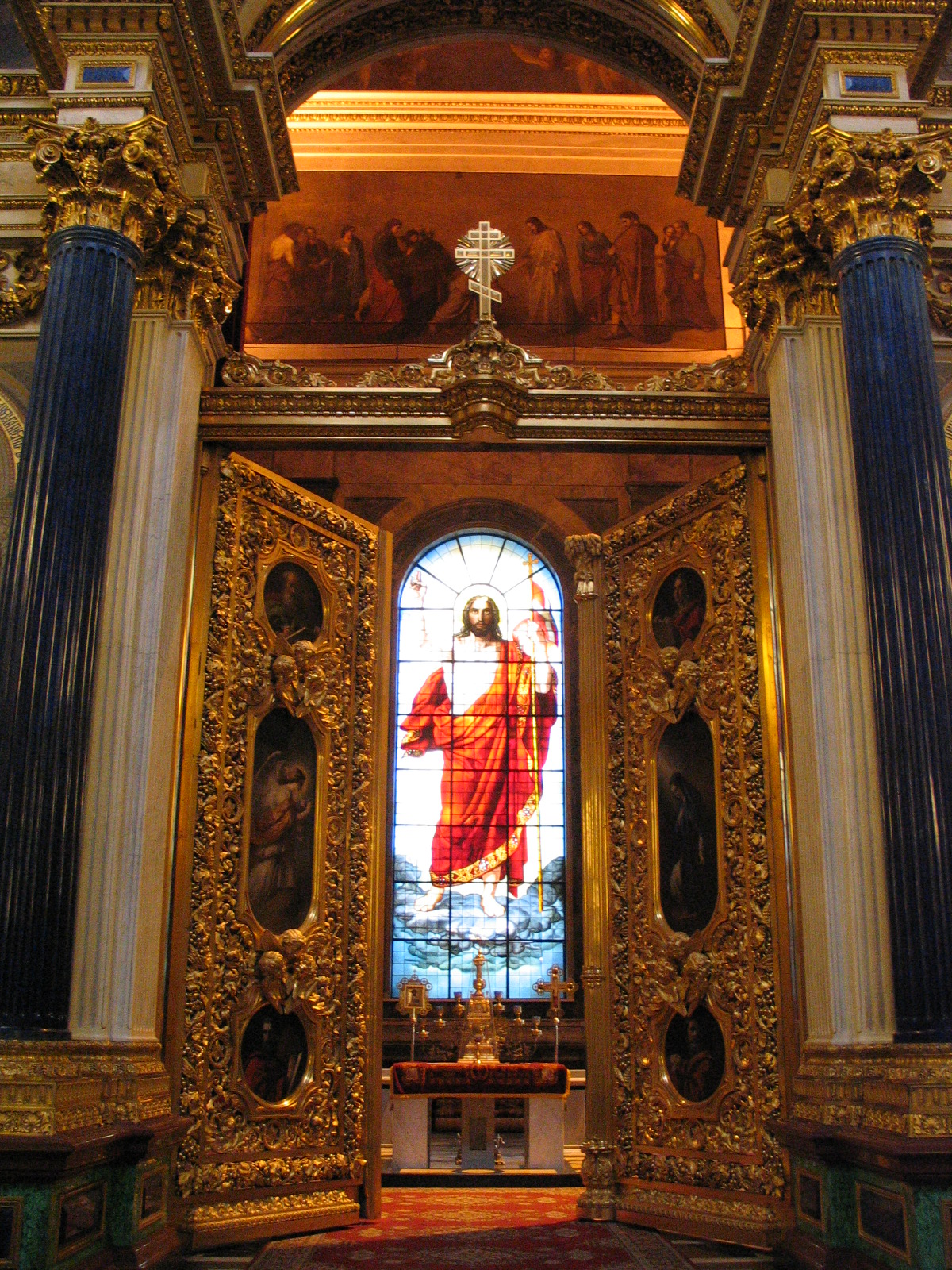
聖イサアク大聖堂のイコノスタスの王門。光明週間にあたり開け放たれている。門扉の奥は至聖所。宝座が手前に、一番奥にはステンドグラスで作られたイコンが見える。

光明週間（こうめいしゅうかん、ギリシア語: Διακαινήσιμος εβδομάδα, ロシア語: Светлая седмица, 英語: Bright Week）もしくは光明週（こうめいしゅう）とは、復活大祭の後に続く1週間を指していう、正教会暦における期間。
復活の喜びと永遠の生命の賜物の満ち溢れる期間とされる。復活祭期は復活大祭から升天祭前日まで設定されており、光明週間は復活祭期の始まりの週である。
復活大祭、光明週間月曜日、光明週間火曜日、光明週間水曜日、光明週間木曜日、光明週間金曜日、光明週間土曜日の、計7日間で構成される。正教会では復活大祭についてイースターよりもパスハという呼称が好まれること、日本語表記「光明週間月曜日」が存在することなどから、これにつき「イースターマンデー」といった表記は日本正教会では用いられない。
また光明週間は不禁食週間（ふきんしょくしゅうかん）と位置づけられ、斎 (ものいみ)は行われず、ご馳走を食べ、神の恵みに感謝する。不禁食週間としては他に、大斎の前にある「税吏とファリセイの主日」に続く週、降誕祭の期間などがある。
光明週間中、普段は奉神礼で定められた場面以外では閉ざされているイコノスタシスの門が開け放たれる。ただし光明週間であっても、門を勝手に必要なく出入りすることは（未信徒はもとより、正教徒であっても、さらに至聖所に普段仕えている教衆であっても）許されない。日本正教会においては通例、門扉を開けた上で、花瓶などを使って花などが門に置かれ、勝手に出入りしないよう示す。
光明週間には、復活大祭と同様の聖体礼儀をはじめとした奉事が毎日行われ、十字行が毎日繰り返される奉事例（ティピコン）がある（但し大規模な修道院を除き、日本正教会を含め多くの街の教会では、この奉事例通りに奉神礼を執行しているものは極めて稀である）。
聖体礼儀、婚配機密、時課、パニヒダ・埋葬式・永眠者のためのリティヤといった永眠者の記憶のための諸奉神礼などの公祈祷はもとより、私祈祷に至るまで様々な祈りにおいて、光明週間を含む復活祭期の間パスハの讃詞などが歌われ、復活が特に記憶されることとなっている。